# 권여선
권여선(1965년~ )은 대한민국의 소설가이다. 솔직하고 거침없는 목소리로 일상의 균열을 해부하는 작품 세계로 주목 받는 소설가이다.

## 생애
경북 안동시 출신이다. 서울대학교 국어국문학과를 졸업하고 같은 대학 대학원을 졸업했으며, 인하대학교 대학원 국어국문학과 박사과정을 수료했다.
술은 일주일에 두 번, 더 나이드면 한 번 마시는 것을 목표로 삼고 있다. 
“좀 더 가난해도 좋고 좀 더 고독해도 좋은데, 끝내 명랑하자”를 삶의 화두이자 목표로 두고 있다.

## 수상
- 1996년 제2회 상상문학상
- 2007년 제15회 오영수문학상
- 2008년 제32회 이상문학상
- 2012년 제45회 한국일보문학상
- 2015년 제18회 동리문학상
- 2016년 제47회 동인문학상
- 2018년 제19회 이효석문학상[3]

## 저서

### 소설집
- 《처녀치마》 (자음과모음, 2004년, 2014년)
- 《분홍 리본의 시절》 (창비, 2007년)
- 《내 정원의 붉은 열매》 (문학동네, 2010년)
- 《비자나무 숲》 (문학과지성사, 2013년)
- 《안녕 주정뱅이》 (창비, 2016년)
- 《아직 멀었다는 말》 (문학동네, 2020년)
- 《각각의 계절》 (문학동네, 2023년)

### 장편소설
- 《푸르른 틈새》 (살림, 1996년, 문학동네, 2007년, 2024년)
- 《레가토》 (창비, 2012년)
- 《토우의 집》 (자음과모음, 2014년, 2020년)
- 《레몬》 (창비, 2019년)

### 산문집
- 《오늘 뭐 먹지?》 (한겨레출판사, 2018년)
- 《술꾼들의 모국어 (오늘 뭐 먹지? 개정판)》 (한겨레출판사, 2024년)